# Егоров, Евгений Игоревич
Евге́ний И́горевич Его́ров (род. 17 мая 1987 года, Москва, РСФСР, СССР) — российский рок-музыкант, вокалист группы «Эпидемия» с 2011 года, актёр Театра музыки и драмы Стаса Намина, артист мюзиклов и проектов в жанре рок-опера. Лауреат XV музыкальной премии «Чартова Дюжина» в номинации «Солист». Лауреат XVII Международной общественной премии зрительских симпатий «Звезда Театрала» 2024 года в номинации «Лучшая мужская роль второго плана». Соавтор сценариев постановок метал-опер группы «Эпидемия» и саунд-продюсер.

## Биография
Евгений Егоров родился 17 мая 1987 года в Москве. В 1994—1997 гг. посещал школу № 307, окончил московскую школу № 1732 (сейчас № 1482) с углубленным изучением музыки, занимался в 1998—2004 гг., играл параллельно в музыкальном театре «На Заповедной» при школе (руководитель: Ростоцкая Марина Евгеньевна), получил высшее образование в МГУПИ в 2009 году по специальности «Прикладная математика» на факультете информатики, на кафедре «Прикладной математики и механики», дополнительно обучался вокалу у Екатерины Белобровой, работал моделью.
Начал выступления в 2004 году как вокалист в группе «Ренессанс». С 2006 по 2007 год — вокалист группы «Ретрием».
С 2007 по 2010 год был вокалистом группы «Колизей».
С марта 2009 года штатный артист труппы Московского театра музыки и драмы Стаса Намина в постановках на русском и английском языке.
В 2007 году, по приглашению группы «Эпидемия» исполнил роль Гилтиаса в постановке метал-оперы «Эльфийская Рукопись: Сказание на все времена», а в начале 2011 года Евгений присоединился к Эпидемии как постоянный вокалист после ухода Максима Самосвата. В постановках метал-опер «Эпидемии» Евгений Егоров исполняет партии нескольких героев, режиссирует действие на сцене, участвует в создании сценариев шоу и саунд-продюсировании вокалистов при записи в студии.

### Личная жизнь
С 27 июля 2012 года женат на певице и актрисе Ольге Годуновой. Сын — Даниил (род. 17 февраля 2016).

## Творчество
С 2015 года сотрудничает с международным проектом Кирилла Немояева Forces United, где работает с разными жанрами и вокальными техниками исполнения.
В 2017 году в рамках проекта записал первый сольный альбом «EGOROV». В этом же году принял участие в рок-опере Forces United «Мавзолей».
В 2019 году в рамках проекта вышел второй сольный альбом «Любить дракона».
В 2020 году Евгений Егоров участвовал в юбилейном альбоме Forces United.
В конце 2019 года принял участие в записи русскоязычного кавера на песню Through The Fire And Flames группы DragonForce вместе с рок-группой Radio Tapok. Видеоклип на песню вошел в топ-15 популярных музыкальных клипов Youtube в начале 2020 года по версии «Российской газеты».
В 2022 году Евгений Егоров принял участие в роли Михаила Суслова в премьере юмористической песни "Четыре поросёнка и серый член ЦК" (из исторически-сюрреалистической рок-оперы "Самый скучный человек"), вошедшие в альбом Forces United "Hits from metal musicals". Часть 2.
В конце 2024 года принял участие в записи совместного трека с группой Amalgama кавера на песню «Dying for an Angel» немецкой пауэр-метал-команды Avantasia. Русскоязычная версия композиции получила название «Умирает ангел».
2 июня 2019 года первый состоялся сольный концерт Евгения Егорова в Москве. 10 октября 2019 года прошёл второй сольный концерт в Санкт-Петербурге. Ежегодно проводит сольные концерты в Москве и Санкт-Петербурге каждые полгода. Как приглашённый артист, с 2018 года принимает участие в шоу «Караоке Камикадзе» с другими актёрами мюзиклов и рок-исполнителями, с 2022 год в шоу «АртМафия Show». Принял участие в сольных концертах Ярослава Баярунаса «Бессовестный волшебный концерт» («БВК») в Москве (02.02.2019) и Санкт-Петербурге (24.08.2019) спродюсированных ПЦ Пентаграмма, в 2022 году в концертных постановках Stairway Creative Lab #50ПИ в честь пятидесятого спектакля мюзикла «Последнее Испытание», спродюсированных ПЦ БаярунасКонцерт, концерте Петра Елфимова в Москве (20.02.2025). 
В августе 2020 года на Youtube канале запущен кавер-проект, посвященный рок-обработкам арий и известных песен из мюзиклов «Моаны», «Бал Вампиров», «Злая», «Холодное сердце», «Шахматы», «Моцарт», «Аладдин», «Планета сокровищ», для записи клипа на русский кавер легендарного опенинга «New World» («Новый мир») в исполнении группы Nightmare из аниме «Тетрадь смерти» задействовал кумиров поклонников мюзикла и аниме, ассоциирующихся с главными героями Александра Казьмина в образе Ягами Лайта и Ярослава Баярунаса в роли L.
Выходят треки в его исполнении на музыкальных платформ из рок-опер «Орфей» (2019), «Икар» (2019), «Мёртвая царевна» (2021), «Пирамида» (2022), «Дракула. Цена вечности» (2025). В 2025 году совместно с группой METHEORA выпускает перезаписанный трек «Города» и с группой «Обе-Рек» трек «Алый край неба», в конце 2024 года — с группой Lori! Lori! трек «В ледяных ладонях».
С 2014 года играет роль тёмного мага Рейстлина Маджере в фэнтези-мюзикле «Последнее Испытание» (Антон Круглов, Елена Ханпира): 2015—2016 год — в постановке театра-студии Lege Artis, 2015—2017 год — в гастрольной версии мюзикла от RIF Group, 2018—2022 год в постановке от Creative Lab STAIRWAY, 2023—2024 год — в постановке театра Этериус, 2023 год — в постановке театра-студии Сказки Полины Нахимовской.
В 2016 году — роль хана Батыя в мини рок-опере «Ванька Встанька» на концерте в Государственном Кремлёвском Дворце «Мне не забыть тех песен» в честь 75-летия со дня рождения народного артиста СССР, создателя и руководителя государственного белорусского ансамбля «Песняры» Владимира Мулявина.
В 2017 году — роль лётчика Антуана в цирковом шоу «Маленький принц» Цирка-чудес.
С 2017 года — роль Икара в рок-опере «Икар» Антона Круглова и Наталии Макуни. В 2024 году от продюсерского центра Penta Entertainment (Пентаграмма)» прошёл в лонг-лист XVII Международной общественной премии зрительских симпатий «Звезда Театрала» за «Лучшая мужская роль» — Икар.
В 2021 — роль Троечника в мюзикле «Школьная история» на концерте в Государственном Кремлевском Дворце, посвященном завершению Недели Учителя в России.
С 2022 — роль короля Финрода в постановке «Легенда о Берене и Лютиень: Лэ о Лейтиан» театра Вита (ныне ПЦ Сказки Нахимовской). В 2023 году за роль выдвигался на премию фестиваля мюзикла «X-40» в номинации «Любимый артист, по мнению зрителей».
С 2023 — роль помощника нотариуса Джонатана Харкера в рок-мюзикле «Дракула. Сквозь века» Современного театра антрепризы, в рок-опере «Дракула. Цена вечности» от Creative Lab STAIRWAY. В 2024 году за роль Джонатана в мюзикле «Дракула. Сквозь века» удостоен XVII Международной общественной премии зрительских симпатий «Звезда Театрала» в номинации «Лучшая мужская роль второго плана».

## Музыкальная карьера
Принимал участие в записи синглов в альбомах собственных рок-групп и как приглашённый вокалист у других рок-музыкантов.

### Колизей
- 2007 — сингл «Вместе победим»;
- 2009 — альбом «Сколько дорог» и сингл «Имя твоё»;
- 2010 — сборник «A Tribute To Ария. XXV».

### Эпидемия

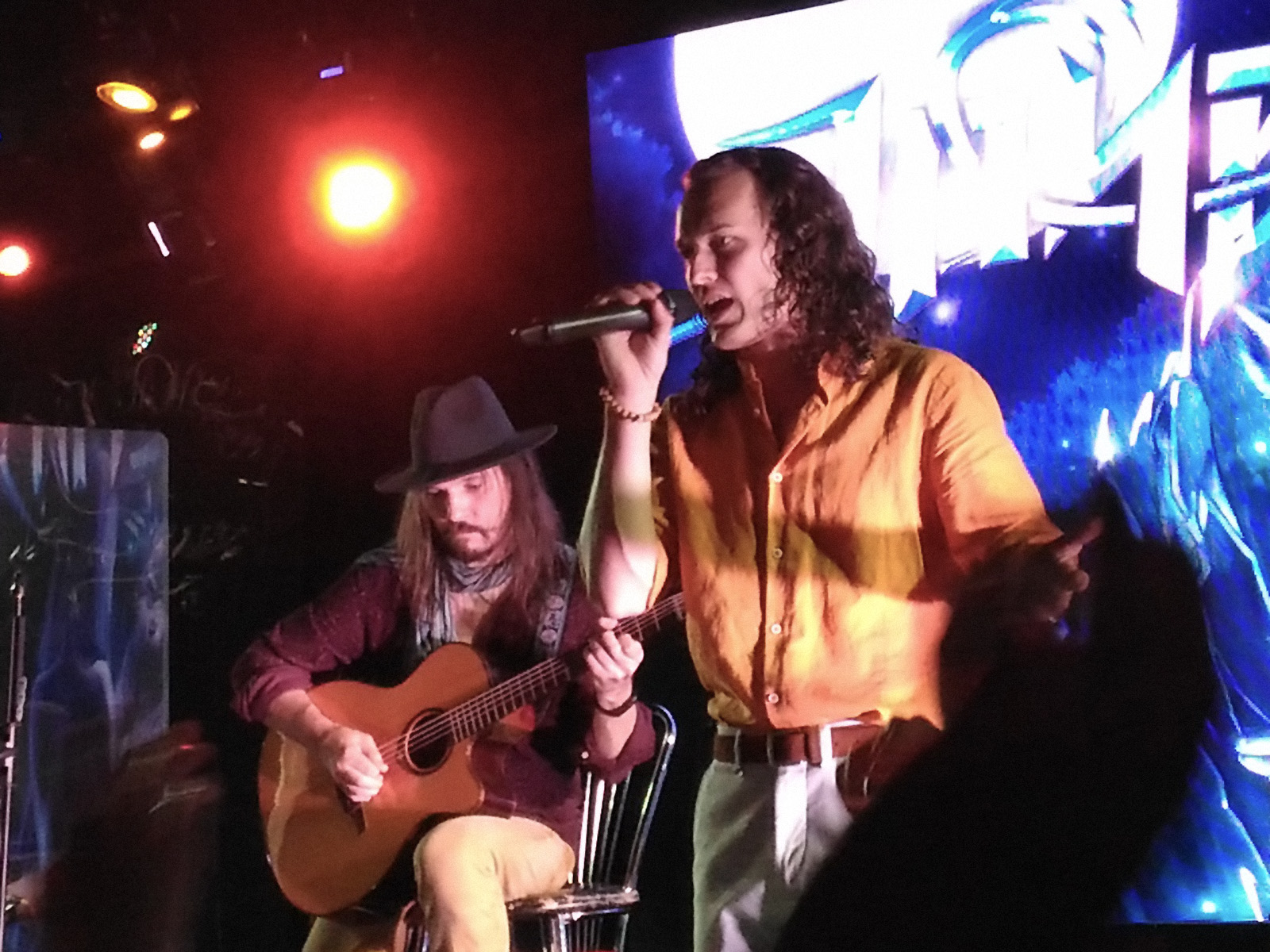
Евгений Егоров на акустическом концерте группы «Эпидемия», 23 августа 2019 года

- 2007 — метал-оперу «Эльфийская рукопись: Сказание на все времена»;
- 2011 — альбом «Всадник из льда», объединивший баллады всего творческого периода группы;
- 2012 — акустический альбом и DVD «В трезвучиях баллад…»;
- 2014 — метал-оперу «Сокровище Энии»[72];
- 2015 — концертный альбом «Дует ветер ледяной», на котором Евгений Егоров исполнил треки метал-опер «Сокровище Энии», «Эльфийская рукопись» и хиты группы;
- 2016 — сингл «Придумай светлый мир»;
- 2018 — метал-оперу «Легенда Ксентарона»[35][73][74];
- 2019 — сингл «Вне правил»;
- 2020 — сингл «Чеканной монетой»[75];
- 2021 — альбом «Призраки и Тени»; концертный альбом «Эльфийская Рукопись. Навсегда» с постановки в Москве; синглы «Мёртвые звёзды», «Паладин», «Тёмный рыцарь», «Edge of Night», «El Jinete de hielo»;
- 2022 — сингл «Король лич»;
- 2023 — альбом-перезапись «Загадка Волшебной Страны (2023)»; сингл «Наваждение»[76][77][78][79]; сингл «Лесник».

### Творческое сотрудничество

#### Рок-группы
Евгений Егоров сотрудничает с другими рок-музыкантами как приглашённый вокалист. Его исполнение можно услышать на альбомах групп:
- 2009 — Everlost. Альбом: Эклектика[80];
- 2015 — Ангел-Хранитель. Альбом: Тайная глава. Трек: Художник[81];
- 2016 — Кровавый риф. Альбом: Песни звона шпаги. Трек: Острова;
- 2017 — Everlost. Альбом: Andrey Smirnov — Ballads. Трек «В эту ночь»;
- 2018 — Гаснет свет. Альбом: In Tenebris. Трек: Серые псы[82];
- 2018 — Ангел-Хранитель. Альбом: Герои тёмных улиц. Треки: Просто ветер, Оправдание судьбы, Художник[83];
- 2019 — Ангел-Хранитель. Альбом: Каменный лес. Треки: Знахарь, Поклонник, Красные цветы, Его Прозвали Людоед;
- 2019 — Сказки чёрного города. Сингл: Узник тёмной башни. Трек: Узник тёмной башни;
- 2020 — Вечный страж. Мини-альбом: Сказ Менестреля. Трек: Сказ Менестреля;
- 2020 — Prioritet Padenia. Альбом: Мечта. Трек: Мечта.
- 2020 — Миссия. Альбом: Оно. Трек: На Старт!
- 2021 — Гаснет Свет. Альбом: Aurum et sanguinem. Трек: Падение.
- 2023 — Гаснет Свет. Альбом: Symphonia vitiorum. Трек: Маскарад.
- 2025 — Обе-Рек. Трек: Алый край неба.[53]
- 2025 — Пасаш. Альбом: Всё впереди. Трек: Маяк.[84]

#### Forces United
- 2015 — Forces United III. Трек: United Force[85];
- 2015 — Forces United IV. Трек: Lie, OnlyTime[86];
- 2016 — Forces United Power Subunit. Трек: Counting Numbers[87];
- 2017 — Forces United V. Трек: Time[88];
- 2017 — Forces United VI. Треки: Child Again, Independent, Gagarin. Бонусы: Time Goes By, Still Waiting;
- 2017 — Рок-опера «Мавзолей». Роль: Иностранец.
- 2018 — Forces United: Симфония Холстинина. Треки: Небо Тебя Найдёт, Последний Закат, Тысяча Сто[89];
- 2018 — Forces United VII. Треки: Indifference, Lonely Nights, Lucky, Virtual Arena, Сержант Егоров[90];
- 2018 — Forces United — Детям. Треки: Washtillholes, The Great Russian Composers, Leonardo, Был Тогда Другим Наш Мир;
- 2018 — Forces United Andy Vortex. Трек: One And Only;
- 2020 — Forces United GOLD Треки: Liar, Die Young, Identity, Звёздный Гений, Руст.

#### Рок-оперы — Дискография
- 2019 — «Орфей» (Ольга Ясвена Вайнер)[91][92][93][94][95] — Гермес
- 2019 — «Икар» (Антон Круглов, Наталия Макуни)[65] — Икар
- 2021 — «Мёртвая царевна» (Евгений Лапейко, Александр Пушкин) — Месяц
- 2022 — «Пирамида» (Сергей Скрипников, Дарья Любимова) — Гелос
- 2023 — «Дракула. Цена вечности» (Сергей Прушинский, Валерия Захарова) — Джонатан Харкер[96][97][98][99]

### Полная дискография
| Год  | Альбом                                       | Тип         | Группа            | Участие                 |
| ---- | -------------------------------------------- | ----------- | ----------------- | ----------------------- |
| 2023 | Лесник                                       | сингл       | Эпидемия          | вокалист                |
| 2023 | Загадка Волшебной Страны (2023)              | альбом      | Эпидемия          | вокалист                |
| 2023 | Наваждение                                   | сингл       | Эпидемия          | вокалист                |
| 2022 | Король лич                                   | сингл       | Эпидемия, Теургия | вокалист                |
| 2021 | Призраки и Тени                              | альбом      | Эпидемия          | вокалист                |
| 2021 | Эльфийская рукопись. Навсегда                | live-альбом | Эпидемия          | вокалист, роль: Дезмонд |
| 2021 | Мёртвые звёзды                               | сингл       | Эпидемия          | вокалист                |
| 2021 | Паладин                                      | сингл       | Эпидемия          | вокалист                |
| 2021 | Тёмный рыцарь                                | сингл       | Эпидемия          | вокалист                |
| 2021 | Edge of Night                                | сингл       | Эпидемия          | вокалист                |
| 2021 | El Jinete de hielo                           | сингл       | Эпидемия          | вокалист                |
| 2019 | Вне правил                                   | сингл       | Эпидемия          | вокалист                |
| 2019 | Любить Дракона                               | альбом      | FORCES UNITED     | сольное                 |
| 2018 | Легенда Ксентарона                           | альбом      | Эпидемия          | вокалист, роль: Гилтиас |
| 2017 | EGOROV                                       | альбом      | FORCES UNITED     | сольное                 |
| 2016 | Придумай светлый мир                         | сингл       | Эпидемия          | вокалист                |
| 2015 | Дует ветер ледяной                           | live-альбом | Эпидемия          | вокалист                |
| 2014 | Сокровище Энии                               | альбом      | Эпидемия          | вокалист, роль: Гилтиас |
| 2012 | В Трезвучиях Баллад…                         | live-альбом | Эпидемия          | вокалист                |
| 2011 | Всадник Из Льда                              | альбом      | Эпидемия          | вокалист                |
| 2010 | A Tribute to Ария. XXV                       | сборник     | Колизей           | вокалист                |
| 2009 | Имя твоё                                     | сингл       | Колизей           | вокалист                |
| 2009 | Сколько дорог                                | альбом      | Колизей           | вокалист                |
| 2007 | Эльфийская рукопись: Сказание на все времена | альбом      | Эпидемия          | вокалист, роль: Гилтиас |
| 2007 | Вместе победим                               | сингл       | Колизей           | вокалист                |

## Работа в театре

### Театр музыки и драмы Стаса Намина
- рок-опера «Иисус Христос — Суперзвезда»[101] — Иуда Искариот, ансамбль
- хиппи-рок-мюзикл «Волосы»[102] — Клод Буковски, племя Любви
- «Три мушкетёра»[103] — д’Артаньян
- «Солдат Иван Чонкин» — Пионеры, жители села Красное
- «Портрет Дориана Грея» — Дориан Грей
- «Бременские музыканты» — Трубадур
- «Битломания» — хорошист
- «Нью-Йорк. 80-е. Мы!» — Рудольф Нуреев, Шмулевич-сын

### Театр-студия Lege Artis
- 2015 — 2016 — «Последнее испытание» (реж. Полина Меньших) — Рейстлин Маджере

### Creative lab STAIRWAY
- 2018 — 2022 — «Последнее испытание» (реж. Руслан Герасименко) — Рейстлин Маджере[104]
- с 2026 — «Дракула. Цена вечности» (реж. Руслан Герасименко) — Джонатан Харкер

### Театр-студия Сказки Полины Нахимовской
- с 2022 — «Легенда о Берене и Лютиень: Лэ о Лейтиан» (реж. Полина Нахимовская) — Финрод
- с 2023 — «Последнее испытание» (реж. Полина Нахимовская) — Рейстлин Маджере

### Продюсерский центр Сергея Скрипникова
- с 2022 — «Гиперборея Симфония Северного Ветра» («Пирамида») — Ярослав (Гелиос)[105]

### Театр Этериус
- 2023 — 2024 — «Последнее испытание» (реж. Дарья Январина) — Рейстлин Маджере

### Продюсерский центр Penta Entertainment («Пентаграмма»)
- с 2023 — «Икар» (реж. Антон Преснов) — Икар[106][107]

### Современный театр антрепризы
- с 2024 — «Дракула. Сквозь века» (реж. Антон Пляскин) — Джонатан Харкер

### Творчество Объединение Музотдел
- с 2025 — «Романтика 12 ветров» (реж. Вера Зудина) — Повелитель Южных Ветров[108]

## Критика
Работа Евгения Егорова в театре и в сольных выступлениях отмечалось критиками.
Мюзикл «Три мушкетёра»:
...персонаж растет, понимает, что дружба превыше всего, он готов идти за своей любимой и королевой до конца. Ария «Констанция» пронзительна настолько, что зал готов мстить коварной Миледи вместе с Д’Артаньяном.
Рок-опера «Иисус Христос — суперзвезда»:
...Евгений Егоров в роли Иуды Искариота, как ни странно, очень располагает к себе, несмотря на заведомо негативную окраску самого персонажа.
Фэнтези-мюзикл «Последнее Испытание»:
Не в пример своему герою, болезненному и мрачному Рейстлину, Евгений подтянутый и жизнерадостный молодой человек. Его превращение в чародея начинается в гримёрке, а завершается с первыми нотами вступительной арии...
...за время участия в постановках мюзикла он прошёл настоящую школу актёрского мастерства. От его игры пробирают мурашки, а внешность его на сто процентов соответствует картине, возникающей в воображении при прочтении книги.
Рейстлин (актер Евгений Егоров) красив, холоден, самовлюблен. Он играет эту роль еще с самых первых версий мюзикла и очень органично смотрится в этой роли.
Рейстлин в исполнении Евгения Егорова, с его болью, метаниями, страданиями, раздумьями: «Тварь ли я дрожащая или право имею?» Евгению Егорову удалось прекрасно передать как далеко может зайти человек, преследуя свою цель, возведя её в абсолют, теряя на этом пути родственные души, да и самого себя зачастую.
Фэнтези-мюзикл «Легенда о Берене и Лютиень»:
Евгений Егоров заставил сочувствовать и переживать своему герою Финроду, эльфийскому королю, прозванному Верным и Другом Людей, ведь когда эльф ради клятвы, данной смертному человеку, рискует своей бессмертной жизнью и погибает, это заставляет задуматься, а ты смог бы так? Поединок коварного Саурона (Михаил Нахимович) и Финрода, заставил переживать весь зал.
Cольные выступления: 
...в сольном проекте Евгений раскрывается меломанам и любителям рока с новой, незнакомой стороны.

## Видеография
- 2010 — Съемка постановок метал-опер «Эльфийская Рукопись» и «Эльфийская Рукопись: Сказание на все времена» в МСА «Лужники». DVD «Сага о двух мирах» — Гилтиас;
- 2012 — Съемка акустического концерта Эпидемии. DVD «В Трезвучиях Баллад…»;
- 2014 — Съемка предпоказа фрагментов из фэнтези-мюзикла «Последнее Испытание» театра-студии Lege Artis 08 февраля — Рейстлин Маджере;
- 2015 — Съемка концерта Эпидемии. DVD «Дует Ветер Ледяной»;
- 2016 — Мини рок-опера «Ванька Встанька» — хан Батый[64];
- 2016 — Видео-версия фэнтези-мюзикла «Последнее Испытание». Закрытие постановки театра-студии Lege Artis от 15 октября — Рейстлин Маджере;
- 2019 — Съемка постановок метал-опер «Легенда Ксентарона» и «Сокровище Энии». DVD «Книга Золотого Дракона» — Гилтиас. Сценарий, подбор артистов, саунд-продюсирование[112][113];
- 2019 — Видео-версия фэнтези-мюзикла «Последнее Испытание» (с оркестром). Creative Lab STAIRWAY от 8 сентября — Рейстлин Маджере;
- 2019 — Видео-версия фэнтези-мюзикла «Последнее Испытание». Creative Lab STAIRWAY от 11 октября — Рейстлин Маджере;
- 2020 — Видеошоу «Новогодний мюзикл» Creative Lab STAIRWAY от 31 декабря — в роли самого себя;
- 2021 — Видеошоу «Новогодний мюзикл 2.0» Creative Lab STAIRWAY от 31 декабря — в роли самого себя.

## Роли в кино
- 2009 — Сериал «Детективы». Сезон 4, 88 (248) серия, «Мама не вернётся» (Лёнька);
- 2010 — Сериал «Детективы». Сезон 5, 102 (753) серия, «Мальчишник» (Сергей Марьянов);
- 2010 — Сериал «Понять. Простить». 828 серия, «Забытая мелодия для гитары и саксофона» (Денис Серёгин);
- 2014 — Рок-сказка «Приключения кукол в лесу». (Млад).